# Jesús en l'islam

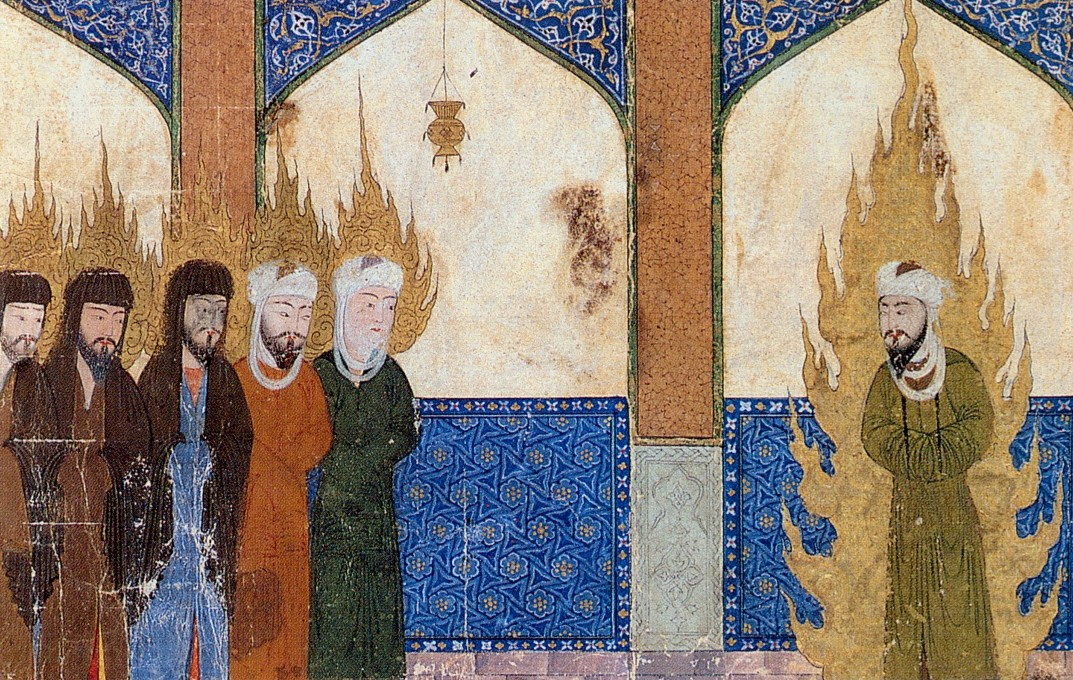
Muhammad lidera la pregària de Jesús, Abraham, Moisès i altres. Miniatura persa medieval

Jesús en l'islam es refereix a la interpretació que fa la religió islàmica de la figura de Jesús de Natzaret. Jesús, anomenat en àrab Issa en un context musulmà (àrab: عيسى, ʿĪsà) o bé Yassú en un context cristià (àrab: يسوع, Yasūʿ), és considerat per l'islam com un dels principals missatgers (nabí) de Déu (Al·là), precursor de Mahoma i l'últim profeta enviat per Déu per guiar els israelites. Per ajudar-lo en el seu ministeri, i no per al seu propi poder, Déu li va atorgar la possibilitat de fer miracles, però es nega que fos crucificat, que ressuscités d'entre els morts (però en canvi hauria ressuscitat físicament al cel) i que expiés els pecats de la humanitat. El moviment dels ahmadiyya diu que Jesús va ser un home mortal que va sobreviure a la seva crucifixió i que va morir de mort natural a cent vint anys al Caixmir. La majoria dels musulmans creuen que Jesús retornarà a la terra poc abans del Dia del Judici Final i derrotarà l'Anticrist.

## Jesús a l'Alcorà
Segons l'Alcorà, fou un dels profetes més estimats per Déu, un messies enviat per a guiar els israelites. Els musulmans consideren que el Nou Testament no és autèntic i creuen que el missatge original de Jesús es va perdre i que Muhàmmad va venir després per a recuperar-lo. La fe en Jesús i la resta de missatgers de Déu és un requisit per a ser musulmà. L'Alcorà esmenta a Jesús pel seu nom 25 vegades, més sovint que Muhàmmad i remarca que Jesús era un home mortal que com els altres profetes havia estat escollit per Déu per a difondre el seu missatge. L'islam considera que Jesús no va ser el Fill de Déu encarnat. Els texts islàmics emfatitzen la noció de monoteisme i prohibeixen associar res a Déu, el que consideren una idolatria. L'Alcorà diu que el mateix Jesús mai va afirmar la seva divinitat, i prediu que al Judici final Jesús negarà haver fet mai tal afirmació (Alcorà 5:116). Com tots els profetes de l'islam, Jesús és considerat un 'musulmà' i es creu que els seus seguidors haurien d'adoptar el camí recte ordenat per Déu.
L'Alcorà no esmenta Josep, però sí que descriu l'anunciació a Maria per un àngel. La virginitat de Maria abans i després del naixement de Jesús està plenament reconeguda i s'atribueix a la voluntat de Déu (Alcorà, 3,41; 5,19; 19,22 i seg.). L'Alcorà exposa que Déu va infondre l'Esperit Sant a Maria mantenint-la verge. Per a l'islam, Jesús s'anomena l'Esperit de Déu perquè va néixer a través de l'acció de l'Esperit, però aquesta creença no inclou la doctrina de la seva preexistència, tal com passa en el cristianisme.